# 아컴 호러

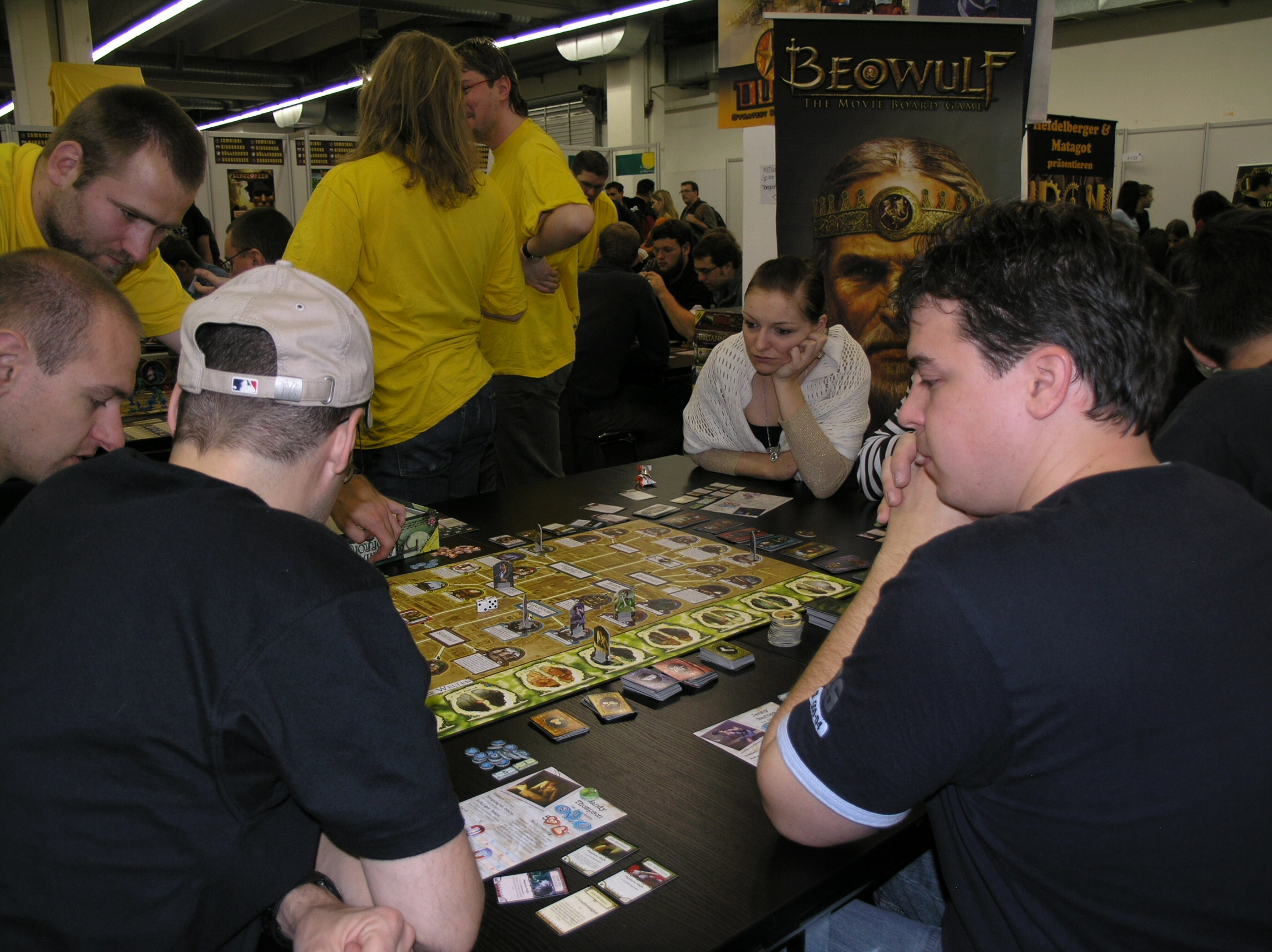

아컴 호러(영어: Arkham Horror)는 리처드 로니우스 (Richard Launius)가 개발한 어드벤처 보드 게임이다.